# Forschungszentrum für Molekularbiologie und Medizin
Das Forschungszentrum für Molekularbiologie und Medizin (FZMM) war in der Deutschen Demokratischen Republik (DDR) der Verbund der biologisch beziehungsweise medizinisch ausgerichteten Einrichtungen in der Forschungsgemeinschaft der Akademie der Wissenschaften der DDR. Es entstand 1971 im Rahmen der Akademie-Reform, die auch zur Gründung mehrerer Zentralinstitute führte. Sitz des Forschungszentrums, dessen Institute zusammen rund 4000 Mitarbeiter hatten, war Berlin-Buch. Die monatlich stattfindenden Sitzungen des FZMM-Direktors mit den Institutsdirektoren zur Klärung inhaltlicher und organisatorischer Fragestellungen waren das wichtigste Gremium des Forschungszentrums. Die Direktoren des Forschungszentrums, von 1971 bis 1979 Werner Scheler und von 1979 bis 1984 Günter Pasternak, wirkten auch in verschiedenen anderen akademie-internen und staatlichen Gremien.
Zum FZMM zählten die in Berlin-Buch angesiedelten drei Zentralinstitute für Herz-Kreislaufforschung, für Krebsforschung und für Molekularbiologie sowie das Zentralinstitut für Ernährung in Potsdam-Rehbrücke, das Zentralinstitut für Genetik und Kulturpflanzenforschung in Gatersleben, das Zentralinstitut für Mikrobiologie und experimentelle Therapie in Jena, das Institut für Biochemie der Pflanzen in Halle, die Zoologische Forschungsstelle im Berliner Tierpark und ab 1976 das Institut für Wirkstofforschung in Berlin-Friedrichsfelde. Im Jahr 1984 wurde das FZMM umbenannt in Forschungsbereich Biowissenschaften und Medizin, zu dem auch das drei Jahre zuvor gegründete Institut für Neurobiologie und Hirnforschung in Magdeburg gehörte. Die Leitung des Forschungsbereichs, der aus den Wissenschaftsgebieten Biowissenschaften und Medizin bestand, übernahm 1985 Manfred Ringpfeil.
Im April 1989 erfolgte die organisatorische Trennung des Forschungsbereichs in die beiden Wissenschaftsgebiete. Für diese wurden entsprechend einer Änderung des Statuts der Akademie mit Manfred Ringpfeil (Biowissenschaften) und Stephan Tanneberger (Medizin) eigene Sekretäre berufen.